# Степурино (Сумская область)
Степурино (укр. Степурине) — село,
Погожекриницький сельский совет,
Роменский район,
Сумская область,
Украина.
Код КОАТУУ — 5924187605. Население по переписи 2001 года составляло 51 человек .

## Географическое положение
Село Степурино примыкает к селу Погожая Криница.
По селу протекает пересыхающий ручей с запрудой.
Рядом проходит автомобильная дорога Т-1913.